# Leptonema alatum
Leptonema alatum is een schietmot uit de familie Hydropsychidae. De soort komt voor in het Afrotropisch gebied.